# New Skin for the Old Ceremony
New Skin for the Old Ceremony és el quart disc d'estudi del cantautor canadenc Leonard Cohen i cinquè de la seva carrera aparegut el 1975. En aquest àlbum Cohen comença a fer evolucionar el so dels primers discos amb violes, mandolines, banjos, guitarres i percussió, cosa que dona una sonoritat més orquestral i menys simplista.
La coberta original de New Skin for the Old Ceremony és una imatge sexual entre dos éssers humans alats i coronats, possiblement àngels, extrets del text alquímic Rosarium philosophorum. En una edició primerenca de l'àlbum la productora Columbia va substituir aquesta imatge per una fotografia de Cohen.
El 1995 va sortir una versió remasteritzada en CD.

## Llista de temes
1. Is This What You Wanted
2. Chelsea Hotel #2 (words: Cohen, music: Cohen/Ron Cornelius)
3. Lover Lover Lover
4. Field Commander Cohen
5. Why Don't You Try
6. There Is a War
7. A Singer Must Die
8. I Tried to Leave You
9. Who by Fire
10. Take This Longing
11. Leaving Green Sleeves (trad./Cohen)

## Peces destacades
Chelsea Hotel, la precursora de Chelsea Hotel #2 és l'única peça tocada en directe que explica un encontre sexual en l'Hotel Chelsea, probablement l'hostal bohemi més famós de Nova York. Durant molt de temps quan Cohen tocava aquesta cançó en directe explicava que qui va inspirar la peça era Janis Joplin. En l'entrevista de 1994 a la BBC, Cohen va dir que el que havia dir era una indiscreció i que demanava disculpes. Lloyd Cole va fer una versió de la peça per l'àlbum d'homenatge I’m Your Fan i Regina Spector l'ha versionat en directe, també Rufus Wainwright en va fer una versió en directe per a l'àlbum d'homenatge Leonard Cohen: I'm Your Man.
Ron Cornelius, un antic guitarrista de Cohen, sempre deia que havien escrit la cançó junts en un viatge de vuit hores en avió. En la base de dades BMI així apareix, però no en l'Oficina del Copyright dels Estats Units i en els títols de crèdit dels discos de Cohen. Finalment es va optar per afegir #2 per tal de treure Cornelius de la composició de la peça previ pagament de 8.500 dòlars. El març de 2006 es van reunir Cohen i Cornelius per firmar la pau sobre el tema.
Who by Fire explicita les arrels jueves de Cohen. Va ser versionada per The House of Love a I’m Your Fan.
Leaving Green Sleeves és un treball sobre una peça folk del segle xv anomenada Greensleeves. Cohen reté diversos versos, però canvia la melodia i agafa els últims versos però els usa de manera diferent que l'original.

## Songs for Rebecca
Poc temps després d'aquest àlbum, Cohen va començar a treballar en el treball següent que s'havia de dir Songs for Rebecca, que va ser abandonat després que s'hagués completat la gravació d'una cara. Cinc cançons que són conegudes gràcies a la gira que Cohen va fer pels Estats Units i Canadà el 1975. Anys després aquestes peces van ser aprofitades, dues per al disc Death of a Ladies' Man de 1977 i tres més a Recent Songs de 1979.